# Lycée français de Tananarive
Pour les articles homonymes, voir LFT.
Le lycée français de Tananarive (LFT), fondé en 1972, est un établissement d'enseignement français situé dans le quartier Ambatobe de la capitale de Madagascar. Il constitue depuis 1990 (création de l'AEFE) un établissement en gestion directe (EGD) de l'Agence pour l'enseignement français à l'étranger.

## Caractéristiques
Le LFT offre toutes les classes de collège et lycée et quatre écoles primaires françaises (EPF) lui sont rattachées :
- école A (EPFA), située dans le quartier d'Ampefiloha au centre de la ville, sur un terrain de 3 600 m2 propriété de l’État malgache, mise gratuitement à la disposition de la France par application des accords de coopération entre les deux pays. Elle compte 381 élèves de la petite section de maternelle au CM2 .
- école B (EPFB), située dans le quartier d'Ampandrianomby, avec 463 élèves de la moyenne section de maternelle (MS) au CM2.
- école C (EPFC) à Ambohibao, la plus éloignée du lycée français de Tananarive qui scolarise 247 élèves, de la petite section de maternelle (PS) au CM2.
- école D (EPFD), dans le quartier d'Ivandry, la plus proche du lycée français. 307 élèves sont scolarisés dans 12 classes dont 3 classes de maternelles.

Le lycée offre aux collégiens et lycéens venus d'autres régions de l'Île un internat de 250 places rénové en 2013 et un restaurant scolaire ouvert aux pensionnaires et aux demi-pensionnaires. Les équipements sportifs comportent notamment une piscine de 25 m de long, un stade de football, une piste d'athlétisme de 400 m, un mur d'escalade, un gymnase, une salle de musculation, deux terrains de volley-ball et quatre terrains de basket-ball.
Il compte sur son site principal (second degré) 60 classes (moitié niveau collège, moitié niveau lycée), soit environ 1 670 élèves sur un terrain de quelque 70 000 m2 appartenant à l'État français.
Les filières proposées en second cycle sont la voie générale, la voie technologique (série STMG) et la voie professionnelle (spécialité gestion et administration). Le lycée dispose d'une section européenne et prépare l'option internationale du baccalauréat.

### Établissement mutualisateur
Le lycée français de Tananarive a un rôle régional de mutualisation pour l'AEFE, notamment en ce qui concerne la formation continue des personnels enseignants (premier et second degré), personnels administratifs, techniques et de service.

## Historique
Le LFT a commencé à fonctionner le 17 novembre 1972 au matin. C’était alors le premier lycée français post-colonial d’Afrique (hors Maghreb), créé sur le modèle de ceux de Rome ou de Washington par Jacques Degui, qui restera proviseur jusqu’en 1977. Il est d'abord installé dans l'ancien petit séminaire catholique d’Ambatoroka. En 1998, il change de site pour s'installer dans le quartier d'Ambatobe.

### Les chefs d'établissements
- 1972-1977 : Jacques Degui
- 1977-1980 : M. Mallet
- 1980-1987 : M. Guéret-Laferté
- 1987-1988 : M. Valla
- 1988-1994 : M. Bernard
- 1994-1997 : M. Guéguen
- 1997-2001 : Jean-Jacques Laisné[8]
- 2001-2007 : Jean-Michel Herz, ensuite proviseur du Grand Lycée franco-libanais MLF Achrafieh de Beyrouth
- 2007-2012 : Joël Lust, ensuite au lycée Chateaubriand de Rome
- 2012-2016 : Denis Dekerle, ancien proviseur du lycée César-Baggio de Lille[9],ensuite délégué à l'enseignement français en Principauté d'Andorre
- 2016-2019 : Jamil Maleyran, auparavant proviseur des lycées français d'Athènes (lycée franco-hellénique Eugène-Delacroix) et du Caire (lycée français du Caire)
- 2019- : Dominique Lantiez, auparavant proviseure du lycée Edmond-Labbé de Douai